# Keňa na Letních olympijských hrách 2016
Keňu na Letních olympijských hrách 2016.

## Medailové pozice
| Medaile | Jméno                   | Sport    | Disciplína               |
| ------- | ----------------------- | -------- | ------------------------ |
| Zlato   | Jemima Sumgongová       | Atletika | Ženy maraton             |
| Zlato   | David Lekuta Rudisha    | Atletika | Muži 800 m               |
| Zlato   | Faith Kipyegonová       | Atletika | Ženy 1500 m              |
| Zlato   | Conseslus Kipruto       | Atletika | Muži 3000 m steeplechase |
| Zlato   | Vivian Cheruiyotová     | Atletika | Ženy 5000 m              |
| Zlato   | Eliud Kipchoge          | Atletika | Muži maraton             |
| Stříbro | Vivian Cheruiyotová     | Atletika | Ženy 10,000 m            |
| Stříbro | Paul Tanui              | Atletika | Muži 10,000 m            |
| Stříbro | Hyvin Jepkemoiová       | Atletika | Ženy 3000 m steeplechase |
| Stříbro | Boniface Mucheru Tumuti | Atletika | Muži 400 m překážek      |
| Stříbro | Hellen Onsando Obiriová | Atletika | Ženy 5000 m              |
| Stříbro | Julius Yego             | Atletika | Muži hod oštěpem         |
| Bronz   | Margaret Wambuiová      | Atletika | Ženy 800 m               |